# Rückwärtsmartingal
Ein Rückwärtsmartingal, auch inverses Martingal oder rückwärts gerichtetes Martingal genannt, ist ein stochastischer Prozess, der aus einem Martingal entsteht, indem man die Indexmenge umkehrt. Anschaulich handelt es sich also um ein Martingal, das „rückwärts abgespielt wird“. Ebenso wie für Martingale existieren auch für Rückwärtsmartingale Konvergenzsätze. Diese finden beispielsweise bei dem Beweis des Darstellungssatzes von de Finetti über die Struktur von austauschbaren Familien von Zufallsvariablen Verwendung.

## Definition
Gegeben sei eine Filtrierung {\displaystyle \mathbb {F} =({\mathcal {F}}_{n})_{n\in -\mathbb {N} }} und {\displaystyle X=(X_{n})_{n\in -\mathbb {N} }} ein {\displaystyle \mathbb {F} }-Martingal. Dann heißt der Prozess
{\displaystyle X:=(X_{-n})_{n\in \mathbb {N} }}
ein Rückwärtsmartingal.

## Eigenschaften
Man beachte, dass für die Filtrierung weiterhin {\displaystyle {\mathcal {F}}_{s}\subseteq {\mathcal {F}}_{t}} für {\displaystyle s,t\in -\mathbb {N} } mit {\displaystyle s<t} gilt. {\displaystyle {\mathcal {F}}_{0}} enthält somit alle relevanten Informationen des Prozesses.
Rückwärtsmartingale sind immer gleichgradig integrierbar, da sie aufgrund der Martingaleigenschaft immer die Darstellung
{\displaystyle X_{-n}=\operatorname {E} (X_{0}|{\mathcal {F}}_{-n})}
besitzen und Doob-Martingale immer gleichgradig integrierbar sind.

## Konvergenzsatz für Rückwärtsmartingale

### Aussage
Ist {\displaystyle X=(X_{n})_{n\in -\mathbb {N} }} ein Martingal bezüglich {\displaystyle \mathbb {F} =({\mathcal {F}}_{n})_{n\in -\mathbb {N} }}, so existiert
{\displaystyle \lim _{n\to \infty }X_{-n}=X_{-\infty }}
im Mittel und fast sicher. Mit
{\displaystyle {\mathcal {F}}_{-\infty }:=\bigcap _{n=1}^{\infty }{\mathcal {F}}_{-n}}
gilt dann
{\displaystyle X_{-\infty }=\operatorname {E} (X_{0}|{\mathcal {F}}_{-\infty })}.
Analog zum Martingalkonvergenzsatz folgt der Beweis mittels der Aufkreuzungsungleichung durch Betrachten der Aufkreuzungen zwischen {\displaystyle -n} und {\displaystyle 0} über {\displaystyle [a,b]}.

### Folgerung
Eine für die Herleitung des Satzes von de Finetti wichtige Folgerung aus der obigen Aussage ist die folgende: Ist
{\displaystyle \varphi \colon E^{k}\to \mathbb {R} {\text{ messbar, }}\operatorname {E} (|\varphi (X_{1},\dots ,X_{k})|)<\infty }
und {\displaystyle (X_{n})_{n\in \mathbb {N} }} eine austauschbare Familie von Zufallsvariablen mit Werten in {\displaystyle E} sowie {\displaystyle (X_{1},\dots ,X_{n})^{\sigma }} die Permutation der Zufallsvariablen unter {\displaystyle \sigma } und
{\displaystyle A_{n}(\varphi )={\tfrac {1}{n!}}\sum _{\sigma \in S(n)}\varphi ((X_{1},\dots ,X_{n})^{\sigma })}
das symmetrisierte Mittel. Dann gilt im Mittel und fast sicher
{\displaystyle \operatorname {E} (\varphi (X)|{\mathcal {E}})=\operatorname {E} (\varphi (X)|{\mathcal {T}})=\lim _{n\to \infty }A_{n}(\varphi )}.
Dabei bezeichnet {\displaystyle {\mathcal {T}}} die terminale σ-Algebra und {\displaystyle {\mathcal {E}}} die austauschbare σ-Algebra.